# 奥利维娅·斯莫利加
奥利维娅·斯莫利加（英語：Olivia Smoliga，1994年10月12日—），生于伊利诺伊州格伦维尤，美国女子游泳运动员，主攻仰泳。她的父母1991年从波兰移民至美国。奥利维娅于2013年毕业于南格伦布鲁克高中，同年就读佐治亚大学。她有一个比她小五岁的弟弟马修，从事曲棍球项目，马修和她毕业于同一所高中。